# Giovanni Agostino Cassana
Pour les articles homonymes, voir Cassana.
Giovanni Agostino Cassana  dit Abate Cassana (Venise, v. 1658 - Gênes, 1720) est un peintre italien baroque de la fin du XVIIe et du début du XVIIIe siècle.

## Biographie
Giovanni Agostino Cassana naît à Venise où son père, le peintre Giovanni Francesco Cassana, s'était installé en 1654 à la suite de Bernardo Strozzi. Giovanni Agostino Cassana est l'élève de son père, comme ses frères puinés Nicolo et Giovanni Battista et sa sœur Maria Teresa. Il s'inscrit à la confrérie des peintres de Venise en 1711. Il peint des portraits avec un certain succès, mais préféra la peinture d'animaux dans le style d'Antonio Maria Vassallo et Giovanni Benedetto Castiglione. Il fut au service de la duchesse de Guastalla, Marie-Victoire de Gonzague (1659-1707), puis de la cour florentine, car son frère Nicolo était devenu le favori de Ferdinand III de Médicis.
Il s'installe à Gênes en 1718, où il meurt en 1720.

## Œuvres
Des sujets de natures mortes se trouvent dans des collections à Florence, Venise et Gênes. 